# Martkopi
Martkopi – wieś w Gruzji, w regionie Dolna Kartlia, w gminie Gardabani. W 2014 roku liczyła 7397 mieszkańców.